# پسر خوب!
پسر خوب (به انگلیسی: Good boy) فیلمی آمریکایی در ژانر کمدی علمی-تخیلی به کارگردانی جان هافمن محصول سال ۲۰۰۳ است. این فیلم بر اساس کتاب سگ‌هایی از فضا نوشته زیک ریچاردسون ساخته شده است. هافمن و ریچاردسون در نوشتن داستان فیلم که بر اساس کتاب ولی با تفاوت‌های عمده بود، با یکدیگر همکاری کردند؛ در حالی که هافمن فیلمنامه را نوشت. در این فیلم لیام ایکن در نقش اوون بیکر بازی می‌کند.
درآمد ناخلص کامل فیلم در آمریکا حدود ۳۷ میلیون دلار و در دنیا حدود ۴۵ میلیون دلار بود.